# フランキスカ

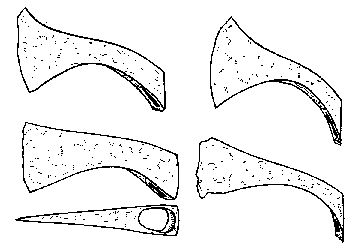
様々な形のフランキスカ

フランキスカ（francisca）は、フランク族が投擲武器として用いた戦斧。フランシスカ（francesca）とも。5世紀から8世紀にかけて使用された。
様々な形があるが、概ね柄から刃にむけて湾曲している形状を有している。投擲向きに改良された物は重心が安定するように刃の部分が小さく柄の部分が太く作られており、さらに敵からフランキスカを投げ返されるのを防ぐ為に柄を折れやすくしたり、刃が抜けにくくなるように改良した物もあった。
射程は10メートル前後で、まっすぐ飛ばなかったので精度はそれほど良くなかったようで、従って直接敵に攻撃を与えることよりももっぱら威嚇や挑発、敵の盾を使えなくするなどといった二次的な用法が主だった。さらに言うなら回転させて投擲するために刃の部分で敵を攻撃するには約4メートルごとでないと当たらなかった。着地後は不規則に跳ねるので敵の動揺を誘う効果があった。
サクスをよく用いたサクソン族と同じくフランク族の名称はこの武器を頻繁に使った部族であったことに由来するとされる。